# Rue Grégoire-de-Tours
La rue Grégoire-de-Tours est une voie située de part et d'autre du boulevard Saint-Germain entre le quartier de la Monnaie et de l'Odéon dans le 6e arrondissement de Paris.

## Situation et accès
À la suite de la création du boulevard Saint-Germain, la rue a été coupée pratiquement en son milieu et se présente donc aujourd'hui en deux parties, la partie nord plus touristique avec de nombreux restaurants et la partie sud plus résidentielle.
La rue Grégoire-de-Tours est desservie par les lignes 4 et 10 à la station Odéon.

## Origine du nom
Elle porte le nom de l'évêque de Tours et historien Grégoire de Tours (538-594).

## Historique

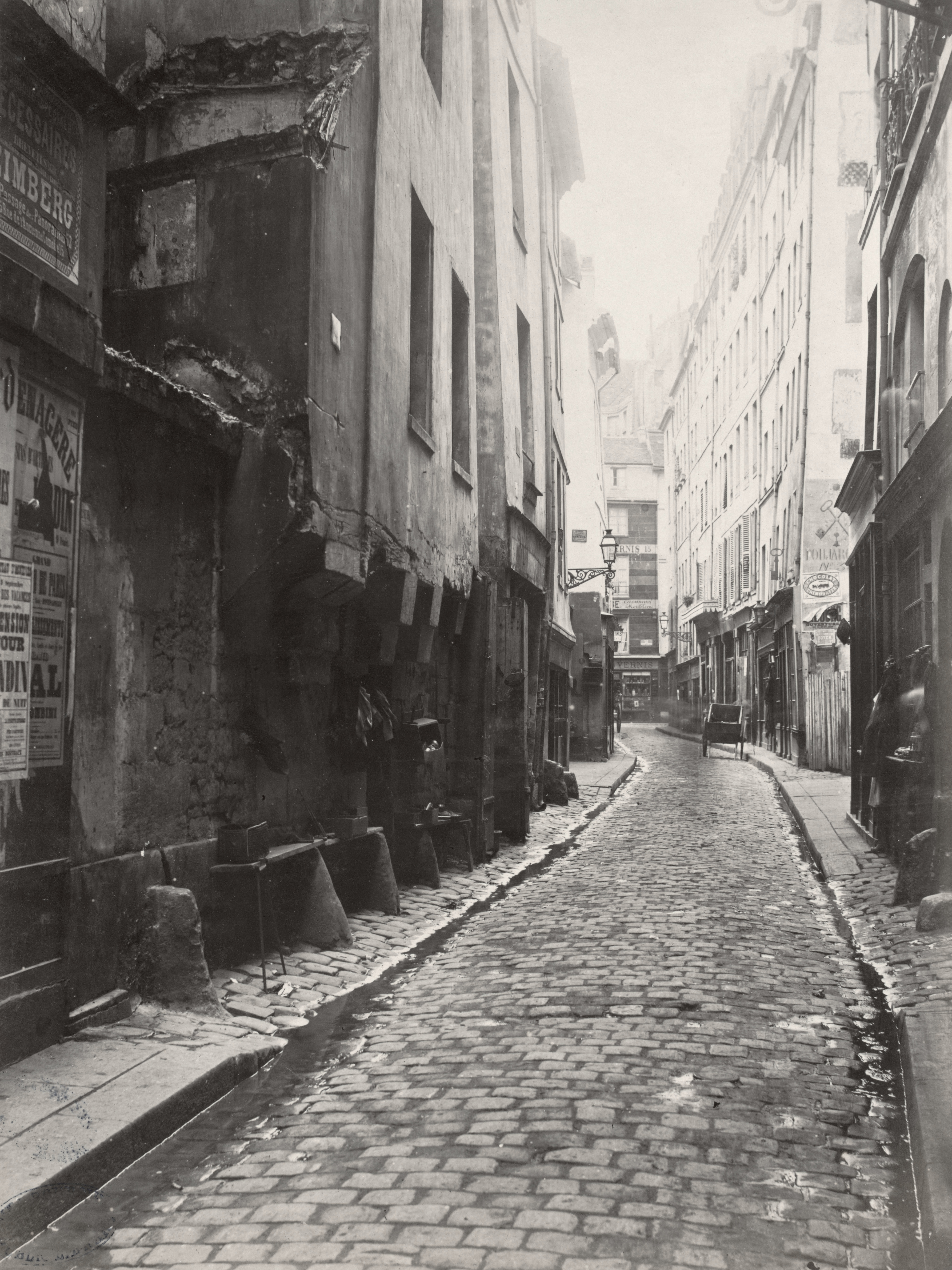
Rue Grégoire-de-Tour vers 1853-1870 (cliché de Charles Marville).

Cette voie est la réunion de deux voies anciennes.
La rue des Mauvais-Garçons
Cette très ancienne voie de Paris a été ouverte entre la rue de Buci et la rues des Boucheries (voie réunie à la rue de l'École-de-Médecine en 1849, puis absorbée par l'actuel boulevard Saint-Germain) par un traité datant de février 1254 signé entre l'abbaye de Saint-Germain-des-Prés et un certain Raoul d'Aubusson qui acheta le terrain. Elle se nommait alors dans cette portion : « rue du Champ-de-la-Boucherie » ou « rue des Bouchers » (1290), puis « ruelle de la Boucherie » (1378), ainsi que de nombreux dérivés, puis « rue de l'Escorcherie », toujours en raison de la présence des bouchers qui, lors des troubles qu'ils créèrent sous Charles VI, incitèrent la population à rebaptiser la voie en « rue des Mauvais-Garçons-Saint-Germain ». 
La rue du Cœur-Volant
Sa partie sud fut ouverte à la fin du XVIe siècle et prit le nom de « rue des Marguilliers » (1560) et « rue de la Croix d'Or dite des Marguilliers » (1595). Elle a également été nommé ruelle de la Voirie. Elle prend ensuite le nom de « rue du Cœur-Volant » avant 1615 (puisqu'elle apparaît sur le plan de Mérian) en raison d'une enseigne représentant un cœur ailé.
Elle est citée sous le nom de « rue des Mauvais Garsons », pour une partie, et de « rue du Coeur voilants », pour une autre partie, dans un manuscrit de 1636.
Fusion des deux noms
Par une ordonnance du 4 novembre 1846, la partie sud, entre les rues de Buci et de l'École-de-Médecine (devenue boulevard Saint-Germain) prend finalement le nom de « rue Grégoire-de-Tours » et par décret ministériel du 9 avril 1851 la portion entre les rues de l'École-de-Médecine et des Quatre-Vents est fusionnée sous le même nom.

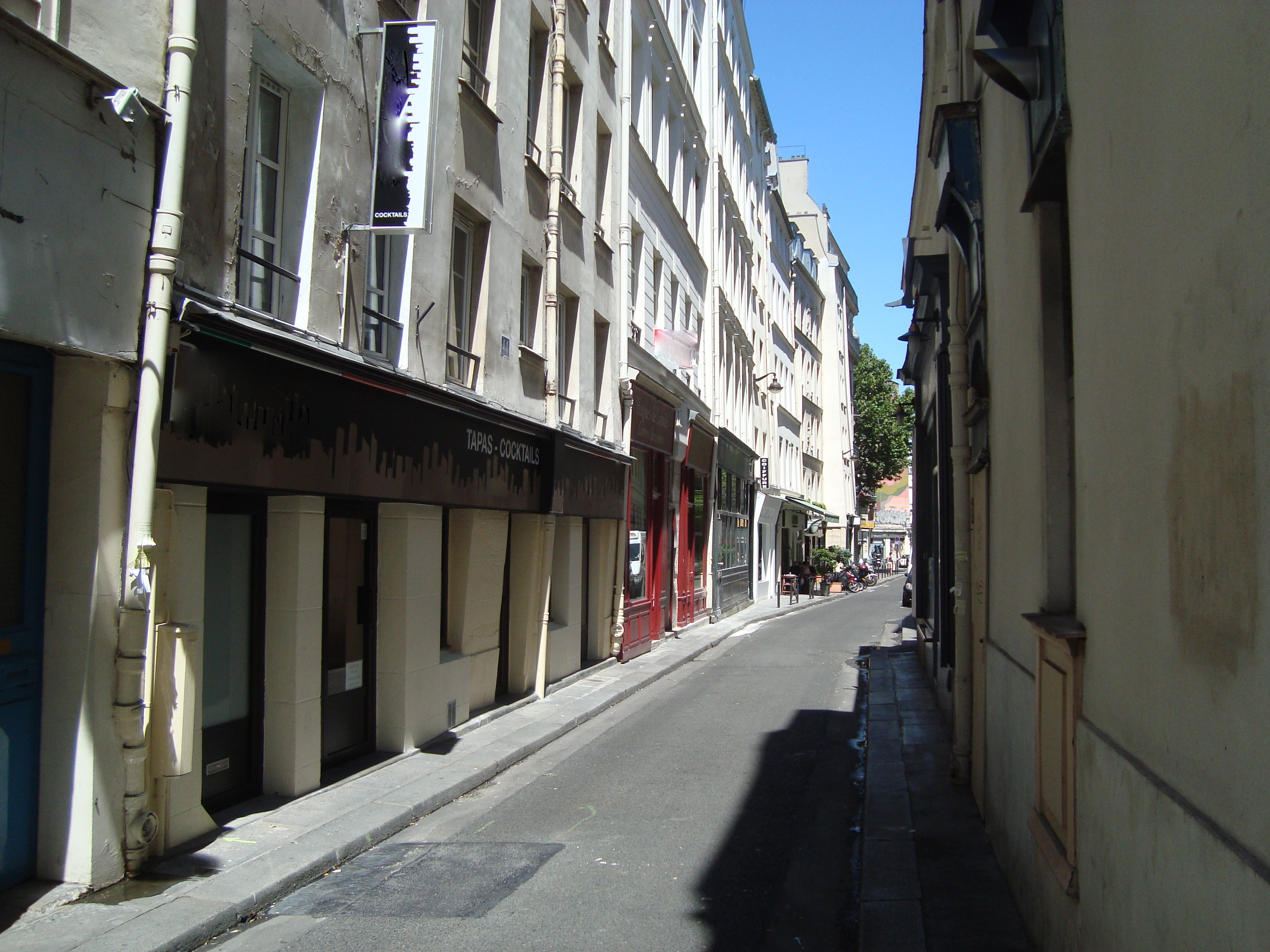
Vue de la partie sud de la rue depuis la rue des Quatre-Vents.
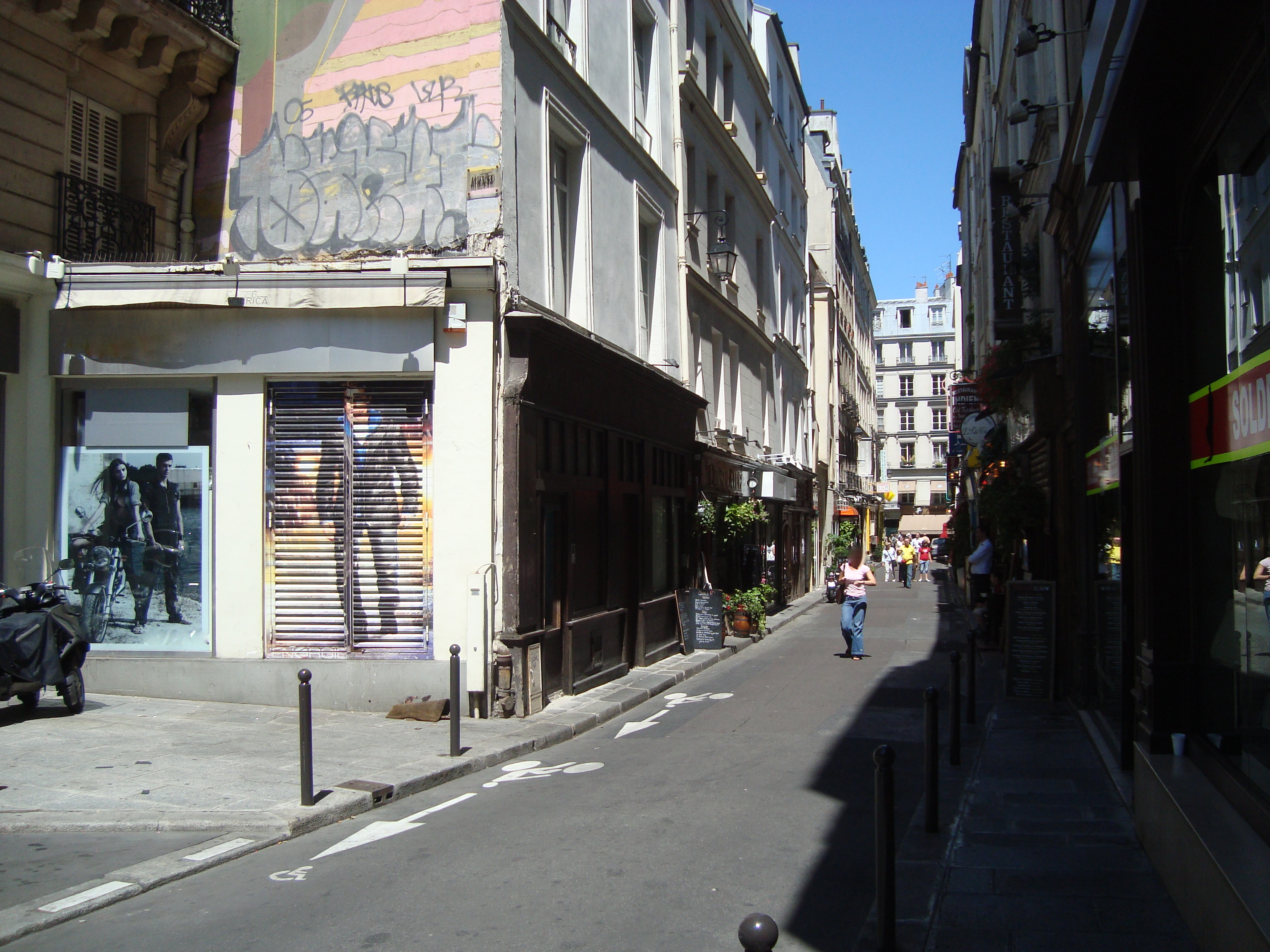
Vue de la partie nord de la rue, accueillant de nombreux restaurants.
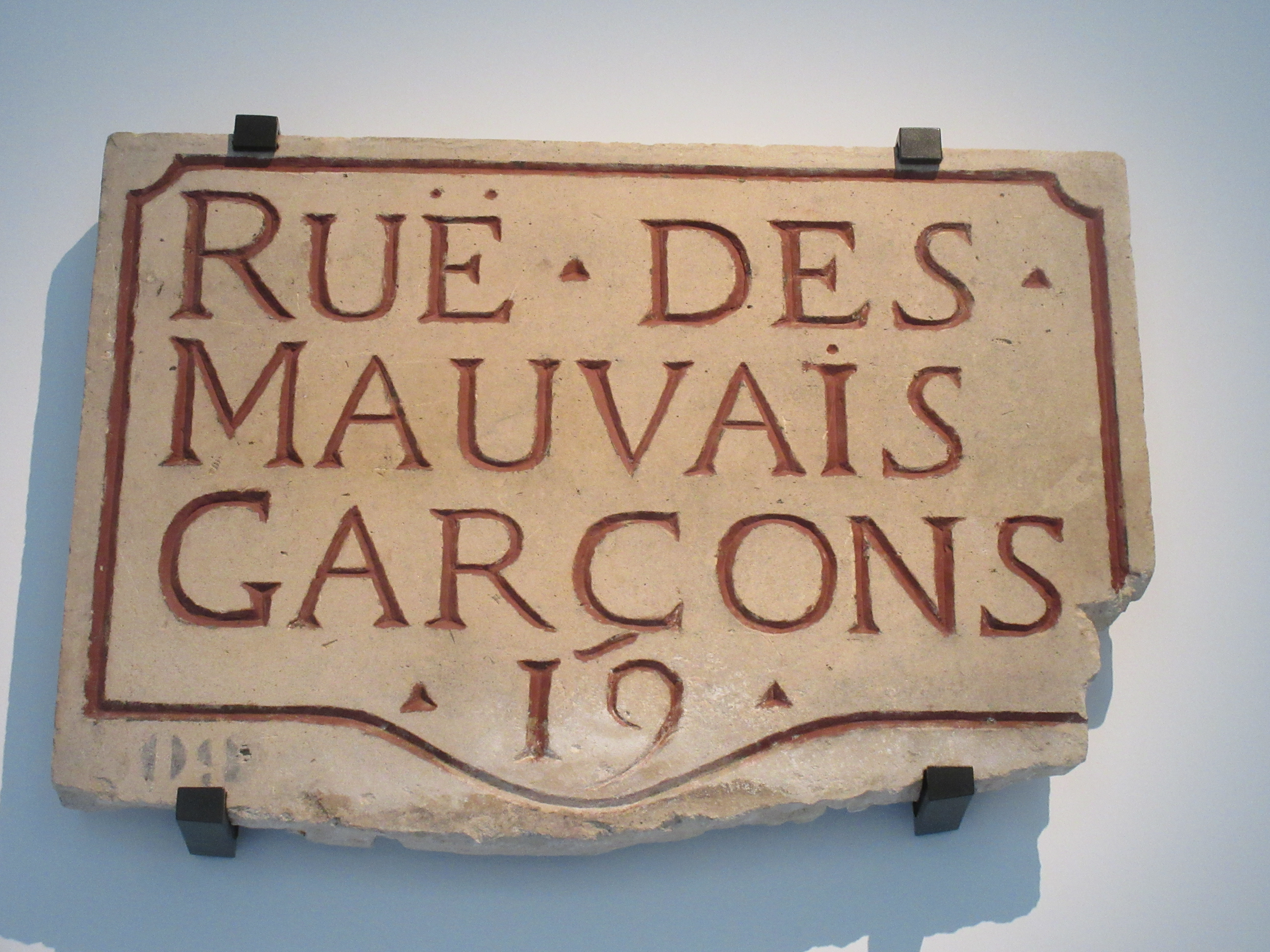
Plaque datée du XVIIIe siècle. La rue est alors située dans le 19e quartier de Paris. Plaque en pierre de liais gravée. Musée Carnavalet.

## Bâtiments remarquables et lieux de mémoire
- De 1687 à 1770, la rue menait à l'ancienne Comédie-Française nommée alors « Jeu de paume de l'Étoile », qui après le départ des comédiens pour les Tuileries, reprit ses fonctions de jeu de paume sous la direction de François Farolet, paumier du roi[3].
- À l'angle du boulevard Saint-Germain, le Cercle de la librairie, bâtiment construit par Charles Garnier et inauguré en 1879.
- No 8 : Alain Vian, avec ses frères Lélio et Boris, y tint entre les années 1950 et jusqu'à sa mort en 1995 une légendaire boutique d'instruments anciens et bizarres, dont l'originale façade à pans coupés survit encore aujourd'hui dans celle qui l'a remplacé[4].

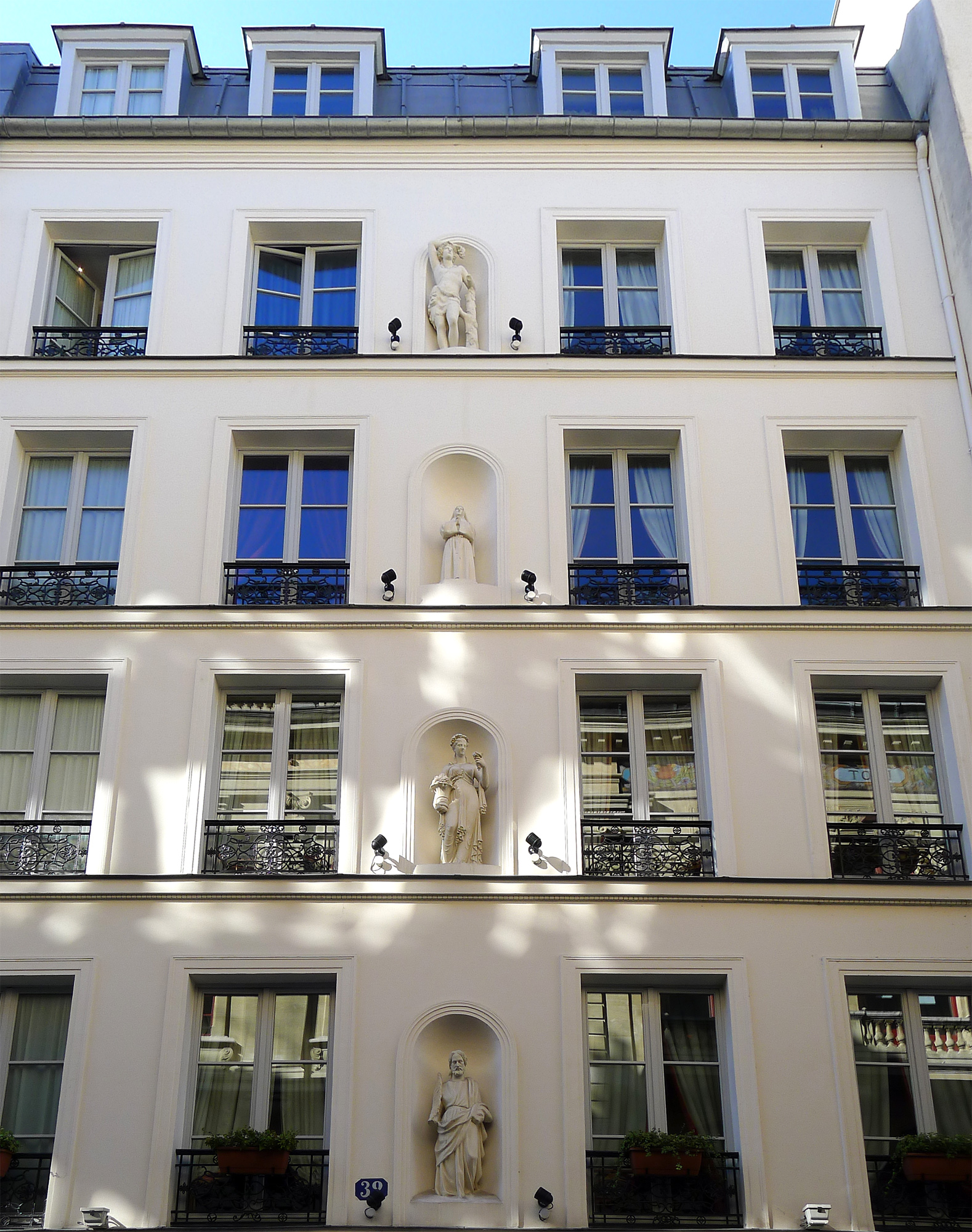
No 32 : façade avec niches et statues.
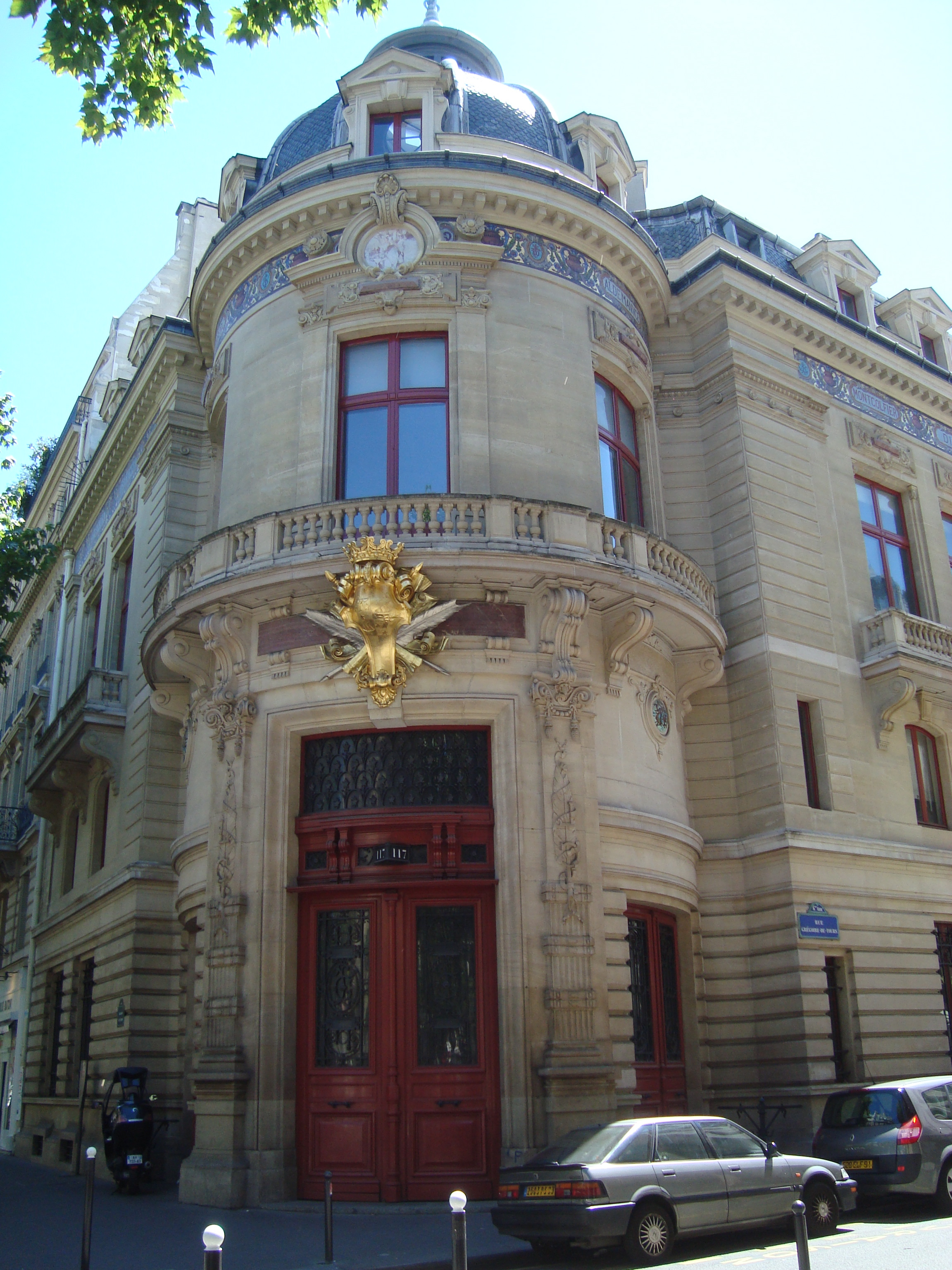
Le Cercle de la librairie.
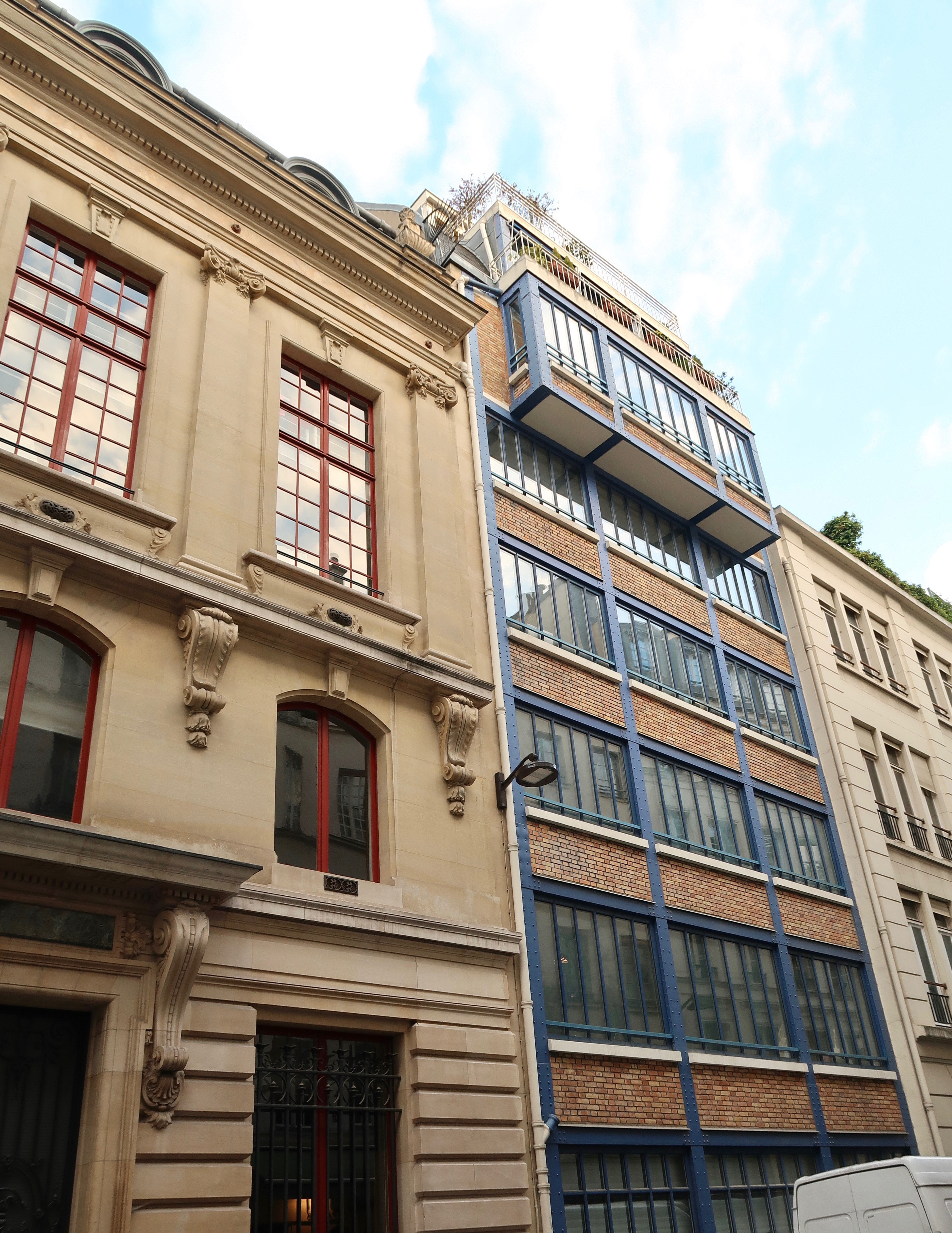
No 33.